# Ернст фон Липе-Бистерфелд
Ернст Казимир Фридрих Карл Еберхард фон Липе-Бистерфелд (на немски: Ernst Kasimir Friedrich Karl Eberhard zur Lippe-Biesterfeld) от линията Липе-Бистерфелд на фамилията Липе е граф и господар на Липе-Бистерфелд (1884 – 1904), глава на рода и регент на Княжеството Липе (1897 – 1904).

## Биография
Роден е на 9 юни 1842 година в Оберкасел при Бон. Той е големият син (от 14-те деца) на граф Юлиус Петер Херман Август фон Липе-Бистерфелд (1812 – 1884) и съпругата му графиня Аделхайд Клотилда Августа фон Кастел-Кастел (1818 – 1900), внучка на граф Албрехт Фридрих Карл фон Кастел-Кастел, дъщеря на граф Фридрих Лудвиг Хайнрих фон Кастел-Кастел (1791 – 1875) и принцеса Емилия Фридерика Кристиана фон Хоенлое-Лангенбург (1793 – 1859).
Брат е на принцовете Рудолф фон Липе-Бистерфелд (1856 – 1931) и Фридрих Вилхелм фон Липе-Бистерфелд (1858 – 1914).
Ернст успява в наследствен конфликт на 22 юни 1897 г. Той умира на 26 септември 1904 година в ловния дворец Лопсхорн на 62-годишна възраст.

## Фамилия
Ернст фон Липе-Бистерфелд се жени на 16 септември 1869 г. в Нойдорф при Бенчен за графиня Каролина фон Вартенслебен (* 6 април 1844, Манхайм; † 10 юли 1905, Детмолд), дъщеря на граф Леополд фон Вартенслебен (1818 – 1846) и Матилда Халбах-Болен (1822 – 1848). Те имат шест деца:
- Аделхайд Каролина Матилда Емилия Агнес Ида София фон Липе-Бистерфелд (* 22 юни 1870, Оберкасел; † 3 септември 1948, Детмолд), омъжена на 25 април 1889 г. в Нойдорф за принц Фридрих фон Саксония-Майнинген (12 октомври 1861, Майнинген; † 23 август 1914)
- Леополд IV Юлиус Бернхард Адалберт Ото Карл Густав (* 30 май 1871, Оберкасел; † 30 декември 1949, Детмолд), граф на Бистерфелд, Шваленберг и Щернберг, бургграф на Утрехт, и др.; през 1905 г., след смъртта на княз Александер фон Липе-Детмолд, той става княз Леополд IV фон Липе; Бистерфелд става Княжество Липе; последният княз на Липе, женен I. на 16 август 1901 г. в Ротенбург ан дер Фулда за принцеса Берта фон Хесен-Филипстал-Бархфелд (* 25 октомври 1874, Бургщайнфурт; † 19 февруари 1919, Детмолд), II. на 26 април 1922 г. в Бюдинген за принцеса Анна фон Изенбург-Бюдинген-Бюдинген (* 10 февруари 1886, Бюдинген; † 8 февруари 1980, Детмолд)
- Бернхард Казимир Фридрих Густав Хайнрих Вилхелм Едуард (* 26 август 1872, Оберкасел; † 19 юни 1934, Мюнхен), женен в Йолбер на 4 март 1909 г. за Армгард фон Крам (* 18 декември 1883; † 27 април 1971), направена на графиня фон Бистерфелд на 8 февруари 1909 г.; баща на принц Бернхард Нидерландски, женен за кралица Юлиана Нидерландска; дядо на Беатрикс Нидерландска
- Юлиус Ернст Рудолф Фридрих Франц Виктор (* 2 септември 1873, Оберкасел; † 15 септември 1952, Оберкасел), дипломат, женен на 11 август 1914 г. в Нойщрелиц за херцогиня Виктория Мария фон Мекленбург-Щрелиц (* 8 май 1878; † 14 октомври 1948)
- Карола Елизабет Алвина Августа Лидия Леонора Анна (* 2 септември 1873, Оберкасел; † 23 април 1958, Лемго), абатиса
- Матилда Хемма Хермина Анна Минна Йохана (* 27 март 1875, Оберкасел; † 12 февруари 1907, Халберщат).